# Östergötlands runinskrifter SvK43L5;175
Östergötlands runinskrifter SvK43L5;175  (tidigare Ög SKL5;175) är ett fragment av en möjligen runristad gravhäll från vikingatiden. Materialet är kalksten. Fragmentet finns i magasinbyggnaden vid Vreta klosters kyrka, där det förvaras tillsammans med andra grav- och byggnadslämningar från kyrkan och klostet.

## Translitterering
I Samnordisk runtextdatabas translittereras inskriften på fragmentet som 
...-a-...
vilket innebär en a-runa mellan spår av två andra, oidentifierbara runor. Det är inte något som medger normalisering och översättning.